# Багрицкий, Анатолий Юрьевич
Анато́лий Ю́рьевич Багри́цкий (род. 4 августа 1974, Ростов-на-Дону) — российский поэт и музыкант.

## Биография
Родился 4 августа 1974 года в Ростове-на-Дону. С шестнадцати лет сочиняет стихи и песни. Выступал с ними сольно и в составе разных групп в Ростове и близких к нему городах. Был участником ростовской группы «Иванов день» в составе Анатолий Багрицкий — Александр Рейтер — Михаил Малышев. В феврале 2001 года в Ростове-на-Дону на студии группы «Амурские волны» был записан дебютный альбом Анатолия «Осеннее молоко».
С 1997 по 2000 годы работал ведущим прямого эфира на ростовских радиостанциях «Донская волна» и «Мираж».
В 2000 году на фестивале «Произвольная космонавтика» в Москве Багрицкий познакомился с Михаилом Башаковым и по его совету переехал в Санкт-Петербург. В Петербурге Анатолий дружит и сотрудничает с Кириллом Комаровым, Михаилом Башаковым, Дмитрием Максимачёвым, Настей Макаровой (группа «Ступени»), а также группой «Зимовье Зверей» (Константин Арбенин, Александр Петерсон). Все перечисленные музыканты — постоянные участники петербургского фестиваля поющих поэтов «Могучая кучка», который с 1999 года проводит группа «Зимовье Зверей».
С 2001 по 2007 годы работал ведущим прямого эфира на петербургской радиостанции «Радио Петроград Русский Шансон».
В 2003 году Анатолий Багрицкий и Александр Петерсон, музыкант, аранжировщик и директор группы «Зимовье Зверей», начинают регулярно выступать дуэтом. Спустя год выходят в свет их концертный альбом «Первое сентября» и сборник стихов Багрицкого «Террикон».
В 2007 году издан альбом «Ребята» — совместная работа с Алексеем Федичевым (ДДТ). Все тексты песен написал Багрицкий, практически всю музыку — Федичев.
В настоящий момент Анатолий выступает как сольно, так и с проектом «Багрицкий & Контрабандисты».
Как музыкант принимал участие в записи альбомов «Рано или поздно» (1994, 2004), «Радость. Смертельно» (2007), «Путь дурака» (2009) и «Змея» (2011) Кирилла Комарова, а также «Кофе с дождем» (2007) и «Пустяк» (2008) группы «Ступени», «Хореография» (2008) Дмитрия Максимачёва, «Одноимённые песни» (2010) Константина Арбенина.
Играет самого себя в документальном фильме Татьяны Соболевой «Прогулки без…».
В 2014 году окончил сценарный факультет ВГИК.
С 2015 по 2017 годы участвовал в театрализованной части презентации недвижимости в Санкт-Петербурге для кампании «Seven Suns Development», занимающейся долевыми продажами ЖК «Я — Романтик» на намывных территориях Васильевского острова.
В 2015 году в качестве вокалиста участвовал в записи двух альбомов Игоря Ивченко «Ностальгия. Часть 1. Возвращение Одиссея» и «Ностальгия. Часть 2. Край земли».
С 2016 года как актер и музыкант участвует в спектаклях Студии театрального искусства «Духовка».
В 2018 году по лицензии Союзмультфильм написал сценарий детского спектакля «Новое Простоквашино: Новогоднее изобретение» и песни к нему. Так же сыграл в этом спектакле роль папы Дяди Федора.

## Дискография
Студийные альбомы
- 2001 — «Осеннее молоко»
- 2004, издан 2007 — «Ребята» (совместно с Алексеем Федичевым)
- 2014  — «Багрицкий & Electronic Playground Project»
- 2018  — «Сон о снах»

Концертные альбомы
- 2004 — «Первое сентября» (совместно с Александром Петерсоном)

Участие в сборниках и трибьютах
- 2006 — трибьют «На перекрестках детства. Фантазии на музыкальные темы Алексея Рыбникова» (песня «Надо верить, случится чудо», музыка Алексея Рыбникова, слова Юрия Энтина)
- 2008 — «Книга поэтического рока. Глава четвёртая. Акустическая», сост. Дмитрий Румянцев (песня «Играю за любовь», Анатолий Багрицкий и Дмитрий МаксимачЁв)

## Книги
- 2004 — «Террикон»
- 2017 — «Сообщающиеся сосуды»